# Komaroffia
Kamaroffia es un género con dos especies de plantas caducas perteneciente a la familia Ranunculaceae, nativa del  Asia central e Irán. 

## Especies seleccionadas
- Kamaroffia divericata
- Kamaroffia integrifolia